# Леппянен, Лаури

Памятник маршалу Маннергейму в Сейняйоки (1955)

Лаури Аукусти Леппянен (фин. Lauri Leppänen; 6 января 1895, Гуйттинен, Великое княжество Финляндское, Российская империя — 8 декабря 1977, Хельсинки, Финляндия) — финский скульптор, педагог. Лауреат высшей государственной награды Финляндии для деятелей искусств Pro Finlandia (1949).

## Биография
Родился в семье скульптора. По настоянию А. Галлен-Каллелы решил стать скульптором, как и отец.
Образование получил в Центральной школе искусства и дизайна в 1908—1913 годах и в Школе рисования Финского художественного общества в 1915 году (ныне Академия изящных искусств (Хельсинки)). Впервые выставил свои работы в 1914 году в Гельсингфорсе.
С 1916 года добровольцем участвовал в сражениях Первой мировой войны. Участница Гражданской войны в Финляндии. С 1918 года — унтер-офицер егерей Финляндии в составе финской белой армии.
В 1919 году работал учителем дизайна в Школе искусства и дизайна и преподавателем класса скульптуры в Школе Финской академии художеств в 1954—1956 годах. В 1969 году ему было присвоено звание профессора. В 1966 году Л. Леппянен пожертвовал 71 свою работу муниципалитету Гуйттинен.
Среди известных публичных скульптур Л. Леппянена — памятник Ю. Л. Рунебергу (1952, Вааса), памятник Эйно Лейно (1953, Хельсинки), памятник маршалу Маннергейму (1955, Сейняйоки и Яякярипатсас, 1958, Вааса. Автор ряда памятников, связанных с финской военной историей и памятников героям, в частности егерям Финляндии.
На конкурсе памятника Минне Кант в Тампере в 1948 году был награждён I и II премиями.
Был членом правления Ассоциации художников Финляндии (1934—1935), членом государственной экспертной комиссии по изобразительному искусству (1934), в том же году — вице-президентом Финской ассоциации скульпторов.
В 1949 году награждён медалью Pro Finlandia.